# リラキシン
リラキシン (relaxin) とは分子量約6,000のペプチドホルモンの一種。子宮弛緩因子とも呼ばれる。1930年、F. L. Hisawが発見。卵巣、子宮、胎盤などから分泌される。エストロゲンが先行して作用した場合、モルモット、マウス、ヒト、サルでは恥骨結合の弛緩、ウシ、ヒツジでは仙腸結合の弛緩などを示す。ほとんどの動物種において妊娠末期の血中で検出されており、生理的な意義は妊娠の維持および分娩の補助であると考えられている。